# Donne in un giorno di festa
Pour plus de détails, voir Fiche technique et Distribution.
Donne in un giorno di festa est un film italien réalisé par Salvatore Maira, sorti en 1993.

## Fiche technique
- Titre : Donne in un giorno di festa
- Réalisation : Salvatore Maira
- Scénario : Salvatore Maira et Frida Aimme
- Photographie : Maurizio Calvesi
- Musique : Alfredo Muschietti
- Pays d'origine : Italie
- Genre : drame
- Date de sortie : 1993

## Distribution
- Flora Carabella : Suor Faustina
- Sabrina Ferilli : Sabrina
- Bettina Giovannini : Marta
- Lorella Morlotti : Lorella
- Claudia Muzi : Claudia
- Françoise Fabian : Francesca